# The Florida Project
The Florida Project is een Amerikaanse film uit 2017, geregisseerd door Sean Baker.

## Verhaal
De zesjarige Moonee brengt de zomer door samen met haar jeugdige moeder Halley in een motel in Kissimmee, Florida. Terwijl het meisje samen met haar vrienden Scooty, Dicky en Jancey een vrolijke tijd vol avonturen en verwondering doorbrengt, hebben de ouders van de kinderen een veel minder rooskleurig bestaan. Halley heeft het moeilijk om de eindjes aan elkaar te knopen en probeert op allerlei manieren iets bij te verdienen. Omdat ze zelf eigenlijk nog maar een twintiger is, lukt het opvoeden van haar kind niet zo goed, en houdt de conciërge van het gebouw meer een oogje in het zeil. Toch kan dit de aandacht van de kinderbescherming niet weghouden.

## Rolverdeling
| Acteur             | Personage                 |
| ------------------ | ------------------------- |
| Willem Dafoe       | Bobby Hicks, motelmanager |
| Brooklynn Prince   | Moonee                    |
| Bria Vinaite       | Halley                    |
| Valeria Cotto      | Jancey                    |
| Christopher Rivera | Scooty                    |
| Caleb Landry Jones | Jack Hibbs                |
| Macon Blair        | John                      |
| Sandy Kane         | Glora                     |

## Productie
In april 2016 werd aangekondigd dat Sean Baker een film zou regisseren en produceren, gebaseerd op een script geschreven door hemzelf samen met Chris Bergoch. In juli 2016 werd Willem Dafoe aan de cast toegevoegd. De film werd volledig gefilmd op 35mm-film. Baker vertelde dat de finalescene in het Magic Kingdom-park van het Walt Disney World Resort gefilmd werd met een iPhone zonder dat iemand van het resort op de hoogte werd gebracht.
The Florida Project ging op 22 mei 2017 in première op het filmfestival van Cannes in de sectie Quinzaine des Réalisateurs. De film kreeg positieve kritieken van de filmcritici met een score van 95% op Rotten Tomatoes, gebaseerd op 197 beoordelingen.

## Prijzen en nominaties
De belangrijkste:
| Jaar | Prijs                                      | Categorie                  | Genomineerde(n)                 | Uitslag     |
| ---- | ------------------------------------------ | -------------------------- | ------------------------------- | ----------- |
| 2018 | Satellite Awards                           | Beste regisseur            | Sean Baker                      | Genomineerd |
| 2018 | Satellite Awards                           | Beste acteur in een bijrol | Willem Dafoe                    | Genomineerd |
| 2018 | Satellite Awards                           | Beste origineel script     | Sean Baker en Christopher Nolan | Genomineerd |
| 2017 | Los Angeles Film Critics Association Award | Beste mannelijke bijrol    | Willem Dafoe                    | Gewonnen    |
| 2017 | National Board of Review                   | Top 10-film                | Top 10-film                     | Gewonnen    |
| 2017 | National Board of Review                   | Beste mannelijke bijrol    | Willem Dafoe                    | Gewonnen    |
| 2017 | New York Film Critics Circle Award         | Beste regie                | Sean Baker                      | Gewonnen    |
| 2017 | New York Film Critics Circle Award         | Beste mannelijke bijrol    | Willem Dafoe                    | Gewonnen    |